# Niccolò di Alife
Niccolò di Alife (Alife, inizio XIV secolo – Napoli, 31 dicembre 1367) è stato un notaio italiano.

Stemma di Niccolò di Alife, miniato in numerosi foli della Bibbia di Malines.

Precoce membro della scuola notarile di Alife che aveva già espresso funzionari del Regno di Napoli, a 13 anni è già inviato a Napoli. Nel 1331 è notaio, regio segretario e familiare di Re Roberto d'Angiò. Dopo una missione ad Avignone, nel 1333 è inviato in missione diplomatica in Ungheria e al suo ritorno in Italia riceve in dono feudi e terre. Nel 1342 è nominato Maestro Razionale. Durante il regno di Giovanna d'Angiò vede crescere il proprio potere a corte. Nel 1363 raggiunge il massimo grado di Gran Cancelliere del regno, carica governativa che conserva fino alla morte sopraggiunta l'ultimo giorno dell'anno 1367.
Autore di una cronaca manoscritta nota come Arcani Historici, interessante documento per la storia del regno di Giovanna di Napoli, è tuttora ricordato come fondatore nel 1360 della Chiesa dell'Ascensione a Chiaia, di Napoli dove un'epigrafe recita Rector Nicolaus Alumnus Alifae miles et cancellarius.... Famosa la bibbia che gli era appartenuta, ove è ritratto in una miniatura, nota come Bibbia di Malines o di Nicola di Alife.
A lui il MATAL ha intitolato il Premio culturale della sua patria. Con il nome di Niccolò Alunno, a lui è dedicata la scuola secondaria di primo grado di Alife.